# الین-گرپویو (واشینگتن)
الین-گرپویو، واشینگتن (به انگلیسی: Allyn-Grapeview, Washington) یک منطقهٔ مسکونی در ایالات متحده آمریکا است که در ایالت واشینگتن واقع شده‌است.

## خصوصیات
الین-گرپویو ۳۵٫۸ کیلومترمربع مساحت و ۲٬۹۱۷ نفر جمعیت دارد.